# 彼女がフラグをおられたら
『彼女がフラグをおられたら』（かのじょがフラグをおられたら、If Her Flag Breaks）は、竹井10日による日本のライトノベル。イラストはCUTEGが担当している。講談社ラノベ文庫の創刊タイトルの1つとして同文庫から刊行された。略称は「がをられ」。

## 概要
本作の物語は、第1部（小説第1巻 - 第9巻）として、他人のフラグを視覚的に見たり操作したりする能力を持つこととなった主人公の少年・旗立颯太と彼を取り巻く美少女たちにより、東京都区内にある広大な敷地を持つ学園「旗ヶ谷学園」およびその敷地内にある生徒寮「クエスト寮」を主な舞台として、颯太のフラグ可視化&操作能力を巡って展開した。第2部（小説第10巻 - ）においては、第1部のストーリーが仮想世界におけるものであったことを踏まえ、第1部ラストで現実世界に戻りフラグ操作能力を失った颯太を巡り、第1部と強く相関した登場人物や設定によって展開していく。
小説著者の竹井曰く「超ダダ甘やかされ学園ラブコメ」であり、本作執筆について竹井は「主人公と共に癒されていただければ」との趣旨で狙いを語っている。
講談社ラノベ文庫担当編集者へのインタビューにおいては「個性的な可愛い子が満ち溢れているのが最大の魅力。主人公の颯太は他人と関わらないようにしようとしているのに、意に反して女の子がどんどん集まってきて、しかも思いっきり甘やかしてくれるという『イチャコメ』展開がポイントです」との趣旨で本作が語られている。また「作品内でのラブコメ要素と『フラグ』の謎要素のバランスを取ることに気を使っている」とも語られている。コミックの連載開始時には本作は「人の頭上に立つ『フラグ』を見て未来が予知できる男子高校生をめぐる学園ラブコメディ」として紹介された。また本作につき「ヒロインが皆仲良しなハーレムラブコメ。フラグ操作能力やアカシックレコードといった重い設定もあるがそれはスパイスであり、砂糖菓子のように甘ったるいテイスト」との趣旨で評する見解もある。
「みんなで選ぶベストラノベ2011」ではインパクト部門で3位、コメディ部門で9位をそれぞれ獲得している。
本作についてのメディアミックス展開として、出版レーベルである講談社ラノベ文庫創設時の知名度向上策の1つとして小説第1巻刊行に先行して漫画化され『水曜日のシリウス』（講談社）で連載されたほか、2作のスピンオフ作品の雑誌連載およびWeb連載も行われた。また、スマートフォン用アプリ「嫁コレ」にも一部キャラクターが登場している。2014年4月からは本作のアニメ化作品も放送された。日本国外における本作の展開としては、小説とコミックについて翻訳版が出版されている。
本作のタイトルは『彼女がフラグをおられたら』の後に各巻サブタイトルがつけられる形式であり、タイトルにおけるナンバリングはなされていない。本項における以下の記述においては、簡略化のため基本的に刊行順に「小説第○巻」の形式で記述する。

## あらすじ
（注）カギカッコ内は当該巻のサブタイトルである。

### 第1部
小説第1巻『俺、この転校が終わったら、あの娘と結婚するんだ』
都内屈指の名門校「私立旗ヶ谷学園」に転校してきた旗立颯太。颯太はプレミアム・アンブリエル号沈没事件に遭遇して以後、人との縁、人生の選択肢（フラグ）が見える能力を持つこととなったが、颯太は自分に近寄る人とのフラグをぞんざいに扱い「フラグを折って」しまう。しかし、他人と距離を置いて生きようとする颯太の行動に興味を持った美少女4人、菜波・K・ブレードフィールド、魔法ヶ沢茜、召喚寺菊乃、盗賊山恵が、颯太以外の入居者がいない男子寮に一緒に住むと言いだした。かくして颯太と美少女達（内1名は自称男子）とのクエスト寮での共同生活が始まる。美少女達は、颯太の病んだ心を癒すことができるのだろうか。
小説第2巻『こんな女子ばかりの体育祭に出られるか、僕は二人三脚に出させてもらう』
理事会での旗ヶ谷学園生徒会長にして理事長代理でもある聖帝小路美森の勇み足により、「来る体育祭でMVPを獲得しない限り、寮は廃寮、男子メンバーは退学、女子は停学」という事態に直面することとなってしまったクエスト寮のメンバー。美森により幼稚園の先生のスキルで高校生にも接する1年F組担任の深雪・マッケンシー先生、運動神経抜群の弓道少女英雄崎凜、高機能アンドロイド忍者林瑠璃がクエスト寮に送り込まれる。体育祭でのMVPチーム獲得を目指し、クエスト寮メンバーの他寮よりも高い友好がますます高まっていく。風変わりな種目が山盛りの体育祭週間、果たしてMVPを獲得し、危機を逃れることはできるのか。
小説第3巻『大丈夫、この臨海学校は安全だから、絶対敵に見つかったりしないよ』
期末試験も終了し、旗ヶ谷学園1学期末の恒例行事である臨海学校&林間学校にやってきた颯太らクエスト寮のメンバー達。本来は海組・山組に分かれるはずのところ、颯太はなぜか両方に参加することに。クエスト寮メンバーとの親睦がさらに深まり、おまけに龍騎士原月麦や美森との距離も一気に縮まった颯太であったが、そんな颯太をひそかに観察する謎の少女・大名侍鳴と、疲れた颯太にスポーツドリンクを差し出すアイス売りの少女・大司教河くるみ子により、ストーリーの進行フラグは次々と立っていく。校内美少女ランキング10位圏内のランカーが既に6人も在籍しているクエスト寮に、さらなる動きはあるのだろうか。
小説第4巻『ここは俺に任せて、お前は夏休みを満喫しろ』
夏休みに突入した旗ヶ谷学園。クエスト寮の面々もそれぞれ帰省して、行く当てのない颯太は一人寮でお留守番…なはずもなく、相変わらずメンバーからのアプローチは続く。菊乃の実家でダダ甘生活を送った末、ダメ人間へまっしぐらかと凜が危惧しているところ、いきなり飛んで来た瑠璃により茜の実家・魔法ヶ沢財団本部に強制連行される。菊乃の呼びかけでクエスト寮の他の面々もあらかた集結したかと思ったら、ブレードフィールド公国に戻っていた菜波だけが退け者に！ 傷心の菜波を慰めるべく、ついにはブレードフィールド公国にまでやってきてしまった一行であったが、そこでは一体どんな人達が待ち受けているのだろうか。 菜波の異母妹、白亜・B・ブレードフィールド姫だけではないはず。
小説第5巻『こんな風にみんなと学園祭の話をしたの、初めてだな』
夏休みも終わり、2学期が始まった旗ヶ谷学園。次なるイベントは学園祭。ブレードフィールド公国から颯太と菜波も学園に戻ってきて、白亜も颯太達のクラスメートに。1学期の体育祭と同様に1週間ぶっ通しで行われる学園祭。クエスト寮の面々は、クラスの出し物に寮の出し物にと忙しい。どちらも内容は「混ぜるな危険」状態ながら、果たしてうまく行くのか。そして、颯太を筆頭推薦人に頂いてクエスト寮メンバーが軒並み出場することとなった「ミス旗ヶ谷コンテスト」。校内美少女ランキング上位者多数のクエスト寮メンバーは、果たしてコンテストを勝ち抜くことができるのか、そしてミス旗ヶ谷の栄冠をつかむのは誰なのか。
小説第6巻『電話ではこれ以上話せない。学園祭の詳しい話は会ってからだ』
1週間の長丁場、旗ヶ谷学園の学園祭も2日目に。高等部1年F組の「焼きそばお化けメイド喫茶」も好評な中、相変わらず颯太を中心にクエスト寮メンバーはかしましい。超宝探しに、武闘会に、舞踏会に、特盛りなイベントが続いたが、クエスト寮メンバーの中にいつの間にか、学園祭ライブのために来たはずの人気アイドル吟遊院芹香が混じっていたりも。そしていよいよ学園祭もクライマックス、クエスト寮メンバーによる劇の幕が上がる。キスシーン満載な劇の裏では、開始直前に行方不明になった白亜を探すべく、スーパーレジスタな1年F組クラス委員長・弥生一二三の辣腕が冴える。果たしてクエスト寮メンバーの学園祭は、大団円を迎えることができるのか。
小説第7巻『おや、こんな時間に誰だろう…サンタクロースかな？』
到来したクリスマスシーズン。颯太とのスイートクリスマスを想像して盛り上がるクエスト寮メンバーであったが、なぜか旗ヶ谷学園周辺にはそんな気配が全く漂っていないばかりか、「クリスマス」という言葉そのものがタブーの対象となっているような様子。一体なぜそんなひどいことになったのか、真実の調査に乗り出すクエスト寮メンバーであったが、その過程で関わった人々が、なぜかどんどん姿を消していく。果たしてそれは謎の秘密結社の暗躍によるものか、それとも何か別の大きな力が働いているのか。辿り着く真実、その先には、クエスト寮の人間関係の大いなる地殻変動があったのだった。
小説第8巻『今までこの初詣のお守りのお陰で何回も命拾いしたんだ、これ貸してやるよ』
怒濤のクリスマスも過ぎたと思ったら、すぐに年越しの慌しい時期に突入したクエスト寮。クリスマスにメンバー間に起きた異変も何とか通常状態に復旧し、メンバー総出の大掃除にかかったり、年越しの鍋や餅や蕎麦のおすそ分けが颯太に集中したり、お宮参りにと忙しい。年が明けたら、クエスト寮メンバー実家連続訪問ツアーが敢行される。菊乃の実家からスタートし、茜、美森、恵、凜、そして鳴の実家でそれぞれ何が起こるのだろうか。それは、来るべきさらなる動乱の日々へのささやかな小休止の時間なのであった。
小説第9巻『世界の真理など、私一人で充分だ』
バレンタインデーを前に、クエスト寮には颯太への本命チョコ、颯太による逆チョコ制作の甘い香りが充満していた。しかしバレンタイン当日、瑠璃の体内でクリスマスから実行されていたプログラム”聖杯（カリス）”が実行終了し、賢者の石が颯太にもたらされる。それにより、颯太たちの旗ヶ谷学園の属する世界は急転するのであった。賢者の石により神竜の力を得た颯太は、No.0や七徳院ランカーの記憶を取り戻した鳴や月麦らと共に、別世界のブレードフィールド公国へと旅立つ。そこは、世界の危機を救うための最後の決戦の地であった。果たして颯太は、数多の世界からの思いを受け止める王旗として、大切なものを守りきることができるのか。急転直下の第1部フィナーレ。

### 第2部
小説第10巻『この船旅が終わったら、私、お姫様になるの』
プリンセス・カグラ号海難事故からの昏睡状態から目を覚まし、仮想世界から現実世界に戻ってきた颯太。茜・菊乃・恵・瑠璃・深雪先生がいる旗ヶ谷学園高等部1年F組に颯太は再び転入学する。しかし本来はそこにいるはずの颯太の幼なじみ、巫女神愛菜の姿はないのであった。颯太は仮想世界で自らに受けた親切を返そうと、転入生としては異例なほどクラスメートに好意的に接する。そんな中、ブレードフィールド公国より颯太に招請が届く。茜の祖父の一声で仮婚約状態となった茜を伴い、ブレードフィールド公国に旅立つ颯太。待っていたのは父公王と母、双子の姉・菜波、愛菜にそっくりな専属メイドの眞奈花・シャーマンズ、七徳院No.2アリシア・ドラグーンこと月麦、そして天界からの騎士団の侵攻であった。何とかブレードフィールド公国を脱出し、当面の危機を逃れた颯太たちであったが、無慈悲な包囲の網は刻一刻と迫ってくる。現実世界ではフラグを操作できない颯太に、果たして逆転の目はあるのか。
小説第11巻『こんな床が抜ける寮にはいられない、私は角部屋に帰らせて貰うからね！』
何とか天界軍の追撃をかわし、旗ヶ谷学園副理事長・聖帝小路久美子の手回しにより旗ヶ谷学園での居場所を確保した颯太たち一行。仮想世界と同様に廃墟同然であったクエスト寮も、魔法ヶ沢家の財力と旗ヶ谷の怪物こと一二三以下颯太に好意を持つクラスメート達の手伝い、そして土木研究会の活躍により速やかに復活するのだった。そんな中、眞奈花と買い出しに出た颯太は新宿の高層ビルからNo.0が落ちてくるのに遭遇する。月麦発副理事長経由で旗ヶ谷学園高等部1年F組に転入したNo.0 - 神楽・ブレードフィールドは、七徳院の長とは思えないほどの壊れようで、自らに周囲の人物をポンコツ化する能力があるのかと颯太を畏怖させるのであった。そして、想像だにしなかった能力を伴った凜と再会し、旗ヶ谷学園に伸びた天界軍の追撃の手が退けられた時、颯太のフラグを巡る物語は再び始まるのだった。

## 登場人物
担当声優は特記ない限りテレビアニメ版・ドラマCD版のもの。また第1部と第2部で設定に差異が存在する場合は分割して記述している。

### メインキャラクター
旗立 颯太（はたて そうた）
声 - 逢坂良太（少年時代：飯田友子）
本作の主人公。他人の頭の上にある「フラグ」が見え、操作できるようになった少年。単にフラグが見えるだけに留まらず、そのフラグの種類および折り方を察知することができることから、ストーリー開始当初は自分に近づいてくる人のフラグを「折り」、人との関わりを極力回避していた。
学業面ではかなり優秀で、美森によると「普通に受験しても首席合格クラスの学力があったから（旗ヶ谷学園への）推薦入学の話もあっさり通った」とのこと。身体能力については自称「人並み」である。
鳴曰く「彼の大切なものに手を出すなら、世界へ弓を引く事も厭わない性格」。事実、周囲の人間が危機に晒されると頭の回転率が上がったり能力が覚醒していくシーンが度々見られる。
菜波・K・ブレードフィールド（ななみ・ナイト・ブレードフィールド）
声 - 木戸衣吹（「颯太の姉」として飯田友子） / 松嵜麗（嫁コレ）
颯太の双子の姉。颯太の1年F組でのクラスメートかつヨーロッパの小国ブレードフィールド公国の第13公女。身長は150cmに満たず、小柄である。クエスト寮の寮長でもある。
奇妙な現象が非常に気になり解き明かさずにはいられない性分である。性格はツンデレであり、またさみしがり屋、他のメンバーのお願いを断れなかったりと基本的にはいい人であるが、他人への尊大な話し方・接し方から損をしている。颯太と共にクエスト寮メンバーの中ではツッコミ役となっている。
菜波のフラグはなぜか颯太でも見ることすらできない「ステルスフラグ」である。そのため颯太は菜波のフラグを折ることができないが、同時にそれは颯太にとって菜波はフラグを気にしなくても良い安心して友達になれる相手ということでもあった。
魔法ヶ沢 茜（まほうがさわ あかね）
声 - 茅野愛衣 / 山本彩乃（嫁コレ）
颯太の1年F組でのクラスメート。おっとりとした感じの、魔法ヶ沢財団会長の孫娘というお嬢様である。かつて仲良くなった子が身分の差を知り、自身を避けるようになったことがトラウマとなっており、そのため「一人の女の子の茜として見る」と約束した颯太に心を寄せている。他人との関わりを避けようとする颯太のことを常に心配し、何とか親交を深めようとしている。
楽天的な性格で思考パターンは「超ポジティブシンキング」、クエスト寮全体の楽天的な雰囲気をリードするムードメーカーとなっている。
茜のフラグは折っても速やかに復活する不屈のタイプ「速攻復活フラグ」であり、そのため颯太も茜のフラグを折るのに疲れてしまっている。なお、異常なまでの強運であり、作中においてくじ引きなどの運に左右される行為に挑んだ際は軒並み希望する結果を引き寄せている。
召喚寺 菊乃（しょうかんじ きくの）
声 - 阿澄佳奈
颯太の1年F組でのクラスメートである幼馴染。中学まで颯太と実の姉弟のように過ごし、自身も颯太のお姉ちゃんポジションを自負している。颯太への接し方について、周辺から「甘やかしすぎだ」などと言われる一方で颯太に対して害をなす者には厳しく、颯太のみならずクエスト寮メンバー全員に恐れを抱かせるほど厳しい姿勢を示すこともある。
能力的にはオールラウンドに高く、「何をやらせてもそつなくこなす」上に「そういうタイプは通常二、三番手止まりなのにお菊は場合によっては一番手になる」（小説第2巻第2章における颯太および凜評）。その一方で甘酒で酔って颯太達に絡み、おまけにその時の記憶を失うという酒に弱い面もある。
颯太は菊乃のフラグを認識することはできるが、折ろうとするとフラグが超高速で避ける「絶対回避フラグ」であるため折ることができていない。
盗賊山 恵（とうぞくやま めぐむ）
声 - 花澤香菜
颯太の1年F組でのクラスメート。三人の姉が標準語なのに対し、恵は祖母譲りの京都の方言を話す。男子からはもっぱら「シーフさん」というあだ名で呼ばれている。外見に似合わず運動能力は高く、特に走力については体育祭の男子100m走予選で大会新記録を出した。
本人は「男っぽい人」を目指しているが、颯太曰く「ボーイッシュ超美少女」であり、颯太に限らず周りからは女子であると思われている。恵の3人の姉（長女：詠美、次女：絵理、三女：嬢子）たちからも「四女」と言われている。恵本人はあくまで自分は男子であると言い張り、女子と言われるとひどく落ち込む。
颯太が認識した恵のフラグは万国旗型であり、颯太にとってもあまりにも特異なフラグであるため、怖くて折ろうと試みていない。
龍騎士原 月麦（りゅうきしばら つむぎ）
声 - 豊崎愛生
颯太の1年F組でのクラスメート。通称「婆さま」。容姿は幼女そのものであるが、学園に古くからいる生き字引的存在である。学園内の問題で困ったら彼女に相談すれば解決すると言われている。
颯太たちを始め生徒達を「○○坊」と呼んでおり、学年的には2学年上であるはずの生徒会長の美森に対しても例外ではなく、美森もそれに違和感をもっていない。ファッションセンスは独特であり、制服の上を和服の帯で締めており、下は穿いていない。学園の生き字引ともされ、困った時にはよく頼られる。
聖帝小路 美森（せいていこうじ みもり）
声 - 田村ゆかり
旗ヶ谷学園の生徒会長であり、学年は3年。肩アーマーを装着した制服を着ており、手には籠手を着けている。整った容姿の美少女であるが、数々の行動により、容姿の水準ほどには男子間での異性としての人気はなく、恋人は今までに一人もできていない。
聖帝小路家は旗ヶ谷学園のオーナー兼理事長であり、理事長の孫娘の美森は理事長代理として旗ヶ谷学園理事会でも権勢をふるっている。
美森は「フラグが立ちにくいタイプ」（颯太評）であるが、颯太が認識した美森のフラグは横断幕型であった。横断幕型フラグには足が2本あるため、颯太にとっては折ろうとしても折りきれないフラグである。
英雄崎 凜（えいゆうざき りん）
声 - 日笠陽子
颯太と菊乃の幼馴染。中性的な口調で話し、暴走気味なメンバーを治めるツッコミポジションでもある。普段はクールだが、颯太関連になるとすぐに赤面狼狽する。
弓道部所属で体育会系であり、スポーツ全般に高い能力を示す。クエスト寮廃寮危機対応の一環として美森により派遣され、クエスト寮メンバーの特訓を行うとともに自らもプレイヤーとして活躍する。幼いころから運動神経抜群であり、颯太には男の子だと思われ、凜自身も当時の自分は男の子のように見えていると自覚していた。
凜のフラグは幼馴染発覚後ごく短時間で攻略済みフラグとなったため、颯太は折ることができない。そればかりか颯太との些細なやりとりでフラグが攻略済みフラグにどんどん変化してしまうため、颯太をして「こんなにチョロチョロしくていいのだろうか？」と思わせた。
忍者林 瑠璃（にんじゃばやし るり）
声 - 諏訪彩花
魔法ヶ沢財団傘下の魔法ヶ沢エレクトロニクス社自律機械研究室によって製作されたアンドロイド。容姿的にはほぼ人間に近いが、アンドロイドとしての機能も、瑠璃自身も把握していないものも含め多数実装されている。
他のメンバーに対しては見られない特別な反応を颯太にしている描写が随所に見られ、颯太に対しての評価はかなり高い。感情の起伏が表情に出ず、フラグ出現の予兆や出所を探ることは基本困難である。
深雪・マッケンシー（みゆき・マッケンシー）
声 - 南里侑香
颯太たちクエスト寮メンバーの大半が属する高等部1年F組の担任教師。前年まで幼等部の教員だったので幼稚園の先生スタイルのまま高校生にも接しているが、幼稚園児の扱いには長けている模様ではある。ハーフであり整った顔立ちだが、それほど日本人離れはしていない。
大名侍 鳴（だいみょうざむらい めい）
声 - 丹下桜
颯太を監視するために派遣された少女。クールで冷静だが凛同様に不意を突かれたり颯太関連の事になるとすぐに狼狽する。クールなキャラクターではあるが、涙もろい一面があり、寂しかったり悲しかったりした際に涙を流す描写が数多く見られる。
颯太と同様に他人のフラグを見たり「折る」こともでき、その能力により旗ヶ谷学園転入当初の颯太のように他人との関わりを避け、颯太の行動を監視している。その正体は菜波と同じブレードフィールド公国の出身者であり、七徳院（用語節を参照）のメンバーである。高位のランカーで、美森が工作に失敗したくるみ子の旗ヶ谷学園への転入も見事に成功させるなど能力的には高いものを持っている。
大司教河 くるみ子（だいしきょうがわ くるみこ）
声 - 久野美咲
中学生の少女。颯太の死亡フラグ回避を目的としたフラグ操作により、颯太の妹ポジションを占めることとなった。一応菊乃からは、颯太がほしいからという理由で認められているが妹全否定派のため時々言われもない妹への非難を受ける。
「魔力の泉」という10億人に1人の特級の魔法少女の才能を持っているが、現在の所一度しか活用されておらず、しかもそれもただのオチにしか使われていない。
白亜・B・ブレードフィールド（はくあ・バーサーカー・ブレードフィールド）
声 - 加隈亜衣
ブレードフィールド公国第14公女で、菜波の異母妹。菜波や颯太と同学年相当であるが、登場時においては誕生日前のため年齢は15歳である。ミドルネームがなぜ「バーサーカー」なのか疑問（颯太評）なほどおっとりとしており、その言動は、かなり浮世離れしたものとして描かれている。
公女同士とは言え腹違いでもあり菜波とは年に1度顔を会わせる程度の関係であったが、菜波は白亜について「相当な箱入り娘で変わり者という噂」と認識していた。しかしながら颯太は白亜に対して初対面時からなぜか親近感をもっている。
白亜のフラグは颯太のフラグ操作をびくともせず跳ね返す「重い女フラグ」である。友情フラグなどの他のフラグに附属する形で現れる。颯太に重すぎるほどの好意を向けており、ストーリーの進行につれて重さもさらに増して、他メンバーの特徴に寛容なクエスト寮メンバーからも、その点に関しては引かれている。
吟遊院 芹香（ぎんゆういん せりか）
声 - 悠木碧
現役のアイドルであり、ファンの間では「せりきゃん」の愛称で通っている。「吟遊院芹香」は芸名であり、本名は「田中芹香（たなか せりか）」である。
元々は全く売れていない名ばかりのアイドルであったが、アイドルを諦めようとしていた時に偶然颯太と遭遇し、颯太との会話の過程で「成功フラグ」を立てられ、その後破竹の勢いで菜波がファンになる程のスーパー売れっ子アイドルに登りつめた。自分が出会った時の服装である紫色のパーカーから「紫の旗（フラグ）の人」としてその恩人（颯太）を探しており、そのことはファンの間でも周知の事実となっている。
芹香のフラグは「ペナント型フラグ」で、颯太としてはフラグを折ることはできるものの今ひとつ手ごたえがなく、フラグ操作後にもどかしさを感じている。

### その他の主要人物
弥生 一二三（やよい ひふみ）
旗ヶ谷学園高等部1年F組クラス委員長。前年には旗ヶ谷学園中等部の生徒会長を務め、その手腕から「旗ヶ谷の怪物」との異名を取った。また、その前には美森・凜と共に中等部生徒会役員を務めた旨も描写されている。美森のような自らが高得点をたたき出し、記憶に残るエースストライカータイプの生徒会役員とは異なり、周囲の力を効果的に活用して成果に結びつける、記録に残る司令塔タイプの生徒会役員とされている。
桜（さくら）
声 - 日高里菜
颯太がプレミアム・アンブリエル号の船上で出会った幼い外見の少女。颯太にフラグの力を与えた張本人であり、七徳院メンバーや魔法少女からは「サクラメント」として警戒される存在である。劇中では「永遠の少女」「高次元存在」「聖なるもの」などと描写されている。
ラプラスの魔
声 - 日高里菜
サクラメントと対になる存在。天使の化身であると噂されている。人類を試し続け、存在価値が無いと判断したとき天使が人類を滅ぼすという。
No.0（ナンバーゼロ）/神楽・ブレードフィールド（かぐら・ブレードフィールド）
声 - 種田梨沙
仮面で顔を隠した謎の長身の人物。七徳院上院議長という地位にあるが、七徳院メンバーでも存在を知らなかった者が多数いた。その一方で、存在を知る人物からは畏怖の念をもたれている。数奇な運命を辿った身であり、公国の守護神のような立ち位置である事が判明している。
聖帝小路 隆守（せいていこうじ たかもり）
声 - 山下誠一郎
美森の兄であり物語開始の5年前に他界している。魔法少女達と親交があった。また颯太と似ている、または颯太が似ていると周囲の人々から判断されることも多い。故人のはずなのだが颯太を学園に編入させたり、彼と全く同じ独特の筆跡による書類や手紙があったりと彼もまた謎が多い。世界の心理を探求していたらしい。母の久美子曰く「魂を強引にむしり取られた形跡があった」という。
エデン・リ・プライ
水色の髪の毛に狐のような耳を頭に持った女性。「最強存在」「運命狩り」などと呼ばれている。当初は菜波と白亜の命を狙って護衛を一蹴するが、颯太の機転で逃してしまう。しかしその一件が彼女に興味を抱かせ、後に菜波と白亜の護衛となった。No.0の正体に気付いている。元妖精女王リヴェドと共に行動している。
ジークリート・キンダーハイム
魔法少女福祉機構次席監察官。アーシェを魔法少女に導いた勝ち気な性格。キンダーハイム家の四女。隆守と親交があった人物の１人。紛らわしい言い方をしてはそのことをアーシェに突っ込まれてあたふたするというのが一連の流れと化している。
早織屋アーシェ（さおりやアーシェ）
ジークリートの後輩。明るい性格であり、何かとジークリートに振り回されることも。服装は美森に「エロコス」と言われる程に過激らしい。大物であるエデンと短時間で親しくなり、ジークリートに「意外と大物」と呆れられた。
No.100 N（ナンバーワンオーオー エヌ）
七徳院の創設以来メンバーで最下位の数字を持つ少年。しかしその歴史と高い戦闘能力故か信頼は厚い。
聖帝小路 久美子（せいていこうじ くみこ）
美森の母親であり、その正体は錬金術師サンジェルマン伯。娘とよく似た年若い女性であり、颯太に色々と助言を与えた。魔法少女福祉機構の名前の考案者であり、そのトップとも旧知の仲。
茶パ
1年F組に在籍する颯太達のクラスメートであり茶髪の少年。気さくな性格だが根は真面目な部分がある。
巫女神愛菜（みこがみまな）
プリンセス・カグラ号の事故で行方知れずとなった颯太の幼なじみ。主人公にたっていた死亡フラグは彼女への罪悪感が由来しているとされている。
眞奈花・シャーマンズ
愛菜そっくりなメイドの少女（カラーイラストでは髪の色が異なり、愛菜は青、眞奈花はピンクとなっている）。運動は得意では無いようで、颯太曰く「（体重が）重い」らしい。
天然というよりアホの子のようで、彼女の一言で物事が台無しになったケースが多々見られる。
どうやら裏の顔があるようで、時折意味深な表情を忍ばせたり、颯太の現実世界における水面恐怖症を治療するなど謎が多い。
天后まおん（てんごうマオン）
先代の魔法少女福祉機構の事務総長。意図する所は不明だが、くるみ子にその座を明け渡し学園の保険医に就任する。瞳の中に五芒星が描かれており、茶パは立場の違いから彼女と接触する事を避けている。天使に一泡吹かせるため、颯太に協力して公国を奪還する。
元事務総長の実力は本物であり、天使軍団を単騎で壊滅状態にさせたり、能力がランクアップして半暴走状態となった颯太の膝蹴りを受け止め宥めるなど作中でも最上級クラスの実力を持つ。
ミーロワース
七徳院No.1で、６本腕の魔神の大男。豪快な性格かつ喋り方であり、颯太の実力を見て忠実な臣下になると決める。かなりの長生きのようで他人の事情や色恋沙汰にも精通している。本人曰く「長生きしていると一番面白いのは人間だと分かる」との事。
現実世界では山田山という苗字で学園の体育教師に就任、颯太を護衛する。表向きはブレードフィールド公国の上院議員で通している。

### サブキャラクター
匠（たくみ）
声 - 芹亜希子
土木研究会会長であり女性。豪快な性格をしている。颯太に対して好意を抱いている様子。
権田原 風（ごんだわら ふう）、野々宮 美子（ののみや よしこ）
声 - 平田真菜（権田原）、巽悠衣子（野々宮）
放送部に所属し、司会と解説が必要な場合に登場するコンビ。風が余計な言葉をいくつも足し、それを美子に冷たく（時に物理的に）突っ込まれるのがお決まりのパターン。
忍者林 和歌子（にんじゃばやし わかこ）
魔法ヶ沢エレクトロニクス社・自立機械研究室・室長。29歳。瑠璃の開発に携わった人物。
ガートルード・キンダーハイム
キンダーハイム・インダストリアル社所属で和歌子の師匠。長身の23歳でジークリートの姉。イングリットという姉と、ヴァルプルギス、クリームヒルトという妹がいる。また別の星から来たような描写もある。遺跡や古代文明を幼い頃に回っていた影響か、妹の習得していたヘアピンによるピッキングを彼女自身も習得している。
魔法ヶ沢 秀辰（まほうがさわ しゅうたつ）
魔法ヶ沢財団の会長であり茜の祖父。貫禄のある初老であり、当初は茜と颯太を引き離そうとした。しかし颯太の人柄に興味を示し、暫く観察を続ける内に「見習いの仙人のよう」という評価を下した。今では颯太のことを見守り好意的な態度で接している。
また茜に対しても厳格であるが祖父としての一面を以て接し、自らの意思で父に対抗したりするなどの自立心を持った行動を喜んでいる節がある。

## 用語
旗ヶ谷学園
幼等部から大学までの一貫教育を行う、都内でも有名な学園である。学力レベル以上に学園の名声を高めているのは生徒の自主性や優しさを第一に考えた教育理念であり、地元では旗ヶ谷学園は善良さの代名詞となっている。
敷地が広大な学園ゆえに財務面も含め運営をオーナー（理事長）である聖帝小路家単独で行うことは無理であることから、運営資金を賄うためのスポンサーが付く形となっており、各スポンサーから学校理事が選ばれる。学園運営の意思決定は理事会における合議制となっているが、現状は理事長代理（兼生徒会長）の美森による専横で物事が進んでしまうことも多い。
フラグ
何かしらのイベントがある前にその予兆として立つもので、本作中では颯太の視覚上相手の頭上に旗が立つ形で示される。颯太はその能力で他人に立ったフラグを「折り」フラグが示すイベントの発生を回避することができるが、「折る」ことができるのは不確定フラグ（イベントの発生および結果が確定していないもの）であり、攻略済みフラグに代表される確定フラグ（イベントが既に発生し結果も定まった状態で立つフラグ）については「折る」ことができない。
第1のフラグ
クエスト寮内の住人が使用していない部屋に残されていた颯太宛の手紙に記されていた内容。手紙の文字のインクの劣化具合から判断し記述から既に20 - 30年は経過しており、颯太の現年齢との間で矛盾が生じているが、詳細は不明である。
手紙には、颯太が置かれている苦境を回避するためには「姫騎士」「魔法使イ」「聖職者」「忍」を揃えるようにとの内容が記されていた。
クエスト寮
颯太が旗ヶ谷学園に転校してきた際に入居した寮であり、本作におけるメインの舞台の1つとなっている。
ブレードフィールド公国
ヨーロッパにある架空の小国で、菜波・白亜・鳴の出身国。小説第4巻第5章において、初代公王神楽・ブレードフィールドの百年戦争時代の功績によって王政時のフランスの一角に建国された旨が明かされている。
「魔女」や「超能力者」などと呼ばれる社会で受け入れられない特殊能力を持つ者たちを束ねることで生まれたことから、建国当初は魔法公国ブレードフィールドとも呼ばれた。現在はその異名も忘れ去られ、表向きは先端科学を有する技術立国と認識されている。
政体としては、公王を元首とし公国議会「七徳院」により統制が行われている。公王位の継承は嫡子相続が原則で、それができない場合は王弟王妹が序列順に継承する。
七徳院
表向きはブレードフィールド公国の公国議会であるが、その実態は「世界監視組織」（七徳院ランカーとしての鳴談）であり、メンバーの特殊能力と科学力により裏から世界管理を行っている。またブレードフィールド公国の実権も元首である公王ではなく七徳院が握っている。
七徳院は1000名程度の構成員からなり、メンバーは様々な分野の特殊能力を有している。メンバーのうち最上位101名は特に「ランカー」と呼ばれている。
プレミアム・アンブリエル号
旗ヶ谷学園転校前の颯太が乗船した際に事故により沈没したとされる豪華客船。当該事故は、豪華客船が日本近海の太平洋上から救難信号などを一切発することなく姿を消し、颯太のみが乗った救命艇が発見されたという謎の事故であった。作中の描写ではプレミアム・アンブリエル号の航海には茜が乗船しており、颯太とも出会っているはずだが茜自身にはその記憶はなく、颯太自身も乗船時の記憶はあいまいである。また、くるみ子の両親が乗員としてプレミアム・アンブリエル号に乗船していたことがくるみ子より語られた。
魔法少女福祉機構
4大魔法組織の一角を占める魔術師シンジケート。全次元合計で80億人の魔法少女が属している。組織内に置いて、ジークリート・キンダーハイムは次席監察官、早織屋アーシェは筆頭書記官の地位にある。

## 漫画

### 彼女がフラグをおられたら／新しい彼女がフラグをおられたら
『月刊少年ライバル』にて2011年12月号より2014年4月号まで連載。2014年5月号（3月25日発売）より『月刊少年ライバル』から『月刊少年シリウス』へ移籍し、2016年4月号まで連載。その後『水曜日のシリウス』に移籍し、2016年3月23日より6月22日まで毎月第2・第4水曜日更新で連載された。原作は竹井10日、作画は凪庵、キャラクター原案はCUTEG。単行本は講談社シリウスKC（初版時第6巻まではライバルKC）より刊行されている他、東立出版社（台湾）からも翻訳版が刊行されている。
月刊少年ライバルでの連載開始は2011年11月4日発売の12月号からと、小説第1巻の刊行（2011年12月2日）より先行しているという珍しいケースとなる。これは、竹井や凪庵がTwitterやSNSでの露出があることを利用し、ラノベ文庫編集部として「少しでも先行して講談社ラノベ文庫の知名度を上げる」という狙いがあったものである。2015年4月号で第1部が終了し同年6月号より第2部が開始、そして同年9月号からはタイトルが『新しい彼女がフラグをおられたら』に変更された。ただし、タイトル変更後も話数は第1部からの通算のままとなっている。単行本は第2部の最初から新タイトルで刊行されている。
作画の凪庵にとっては、商業誌でのストーリー漫画の連載はこの作品が初である。
ストーリーは基本的に原作小説に沿った内容であるが、表現の都合上カットされたり逆に追加された台詞や描写がある。また、オリジナルエピソードも描かれている。これについては凪庵自身がインタビューで「結構自由にやらせてもらっている、原作者の確認は入るが変にいじらなければ大抵の場合OKを頂いている。」との趣旨で答えている。凪庵はまた、単行本あとがきにて「小説ではイラストとして描かれていないブレードフィールド公国の舞台設定に苦労した」（5巻）「学園祭エピソードは個人的には全部やりたいが、そうすると分量が単行本3巻分ぐらいになってしまうので『いいとこ取り』で行きます」（6巻）などの趣旨で、原作小説からのアレンジについての感想を語っている。
キャラクター原案のCUTEGは、各巻につきヒロイン達のイラストと共にコメントを寄せている（第1巻より順に菊乃、茜、恵、月麦、凜、瑠璃、桜、美森、鳴）。

### 彼女がフラグをおられたら おお勇者よ、フラグを立ててしまうとは何事だ!?
『月刊少年ライバル』にて2013年6月号より2014年3月号まで連載。また週刊少年マガジンの公式サイト内にある『マガジン・ラボ』でも別内容の話が2013年6月より2014年3月まで連載。原作は竹井10日、作画は凪庵、キャラクター原案はCUTEG。公式略称は「がをゆう」。
「がをられ」メンバーがRPGの世界で過ごすスピンオフ新作となっており、講談社紹介では「冒険&反省ファンタジー」と紹介されている。
月刊少年ライバルでは本編にあたるAパートが、マガジン・ラボでは本編の反省会にあたるBパートがそれぞれ連載されていた。

### 彼女がフラグをおられたら ルートラブ
『月刊少年シリウス』と『ニコニコ静画』のコラボ企画である「水曜日のシリウス」にて2013年7月26日より2014年6月11日まで連載。原作は竹井10日、漫画は綾咲千城、キャラクター原案はCUTEG。公式略称は「がをラブ」。
原作者の竹井は「先入観なく思い浮かべる『がをられ』は原作より、もしかするとこちらが近いかも」と発言している。

## 既刊一覧
小説第2巻とコミック第1巻は同時発売（2012年3月2日）であったため、「『がをられ』フラグ成立キャンペーン!!」として両者の帯に公式同人誌（竹井10日・CUTEG・凪庵によるオリジナル作品、設定資料などが掲載）サービスの応募券が付けられた。以後小説・コミック各巻は発売日を合わせており、小説第7巻・漫画第6巻まで毎回フラグ成立キャンペーンが行われた。小説第8巻・漫画第7巻についてはドラマCD付き限定版も通常版と同時発売され、表紙イラストは通常版とは若干異なるものが用いられている。

### 小説
講談社ラノベ文庫より刊行。他に東立出版社（台湾）からも翻訳版が刊行されている。
各巻のサブタイトルについては編集担当者が「死亡フラグのバリエーションでつけているが、デザイナーさんからは『（サブタイトルが長くて）収まりきらなかったらと心配になる（笑）』と言われます」との趣旨で語っている。
| タイトル | タイトル                                                                                      | 第1刷発行日（発売日）  | ISBN              |
| -------- | --------------------------------------------------------------------------------------------- | ---------------------- | ----------------- |
| 1        | 彼女がフラグをおられたら 俺、この転校が終わったら、あの娘と結婚するんだ                       | 2011年12月2日（同日）  | 978-4-06-375205-2 |
| 2        | 彼女がフラグをおられたら こんな女子ばかりの体育祭に出られるか、僕は二人三脚に出させてもらう   | 2012年3月2日（同日）   | 978-4-06-375224-3 |
| 3        | 彼女がフラグをおられたら 大丈夫、この臨海学校は安全だから、絶対敵に見つかったりしないよ       | 2012年8月2日（同日）   | 978-4-06-375249-6 |
| 4        | 彼女がフラグをおられたら ここは俺に任せて、お前は夏休みを満喫しろ                             | 2012年11月30日（同日） | 978-4-06-375272-4 |
| 5        | 彼女がフラグをおられたら こんな風にみんなと学園祭の話をしたの、初めてだな                     | 2013年4月2日（同日）   | 978-4-06-375291-5 |
| 6        | 彼女がフラグをおられたら 電話ではこれ以上話せない。学園祭の詳しい話は会ってからだ             | 2013年8月2日（同日）   | 978-4-06-375319-6 |
| 7        | 彼女がフラグをおられたら おや、こんな時間に誰だろう…サンタクロースかな？                      | 2013年11月29日（同日） | 978-4-06-375350-9 |
| 8        | 彼女がフラグをおられたら 今までこの初詣のお守りのお陰で何回も命拾いしたんだ、これ貸してやるよ | 2014年4月2日（同日）   | 978-4-06-375358-5 |
| 8        | ドラマCD「クエスト寮強化キャンプじゃ！」付き限定版                                            | 2014年4月2日（同日）   | 978-4-06-358492-9 |
| 9        | 彼女がフラグをおられたら 世界の真理など、私一人で充分だ                                       | 2014年5月30日（同日）  | 978-4-06-375378-3 |
| 10       | 彼女がフラグをおられたら この船旅が終わったら、私、お姫様になるの                             | 2014年7月2日（同日）   | 978-4-06-375390-5 |
| 11       | 彼女がフラグをおられたら こんな床が抜ける寮にはいられない、私は角部屋に帰らせて貰うからね！   | 2014年12月2日（同日）  | 978-4-06-381408-8 |
| 11       | オリジナルアニメDVD付き限定版                                                                 | 2014年12月2日（同日）  | 978-4-06-358714-2 |
| 12       | 彼女がフラグをおられたら 大丈夫、この体育祭は安全だから、絶対MVPを取れるわよ                  | 2015年4月2日（同日）   | 978-4-06-381449-1 |
| 13       | 彼女がフラグをおられたら ここは修学旅行生に任せて、早く枕投げに行くのよ                       | 2015年7月31日（同日）  | 978-4-06-381475-0 |
| 14       | 彼女がフラグをおられたら ちがう水泳大会で出会えていたら、私達親友になれたかもね……             | 2015年12月29日（同日） | 978-4-06-381504-7 |
| 15       | 彼女がフラグをおられたら 少し疲れたわ…次の夏休みまで眠らせてもらうね…                         | 2016年4月28日（同日）  | 978-4-06-381530-6 |
| 16       | 彼女がフラグをおられたら 冥土の土産よ、最期に卒業式のことを教えてあげるわ                     | 2016年9月2日（同日）   | 978-4-06-381548-1 |

### 漫画
彼女がフラグをおられたら／新しい彼女がフラグをおられたら
講談社シリウスKC（第6巻までは初版刊行時ライバルKC）より刊行。他に東立出版社（台湾）からも翻訳版が刊行されている。
漫画第7巻ドラマCD付き限定版表紙イラストには、通常版とは別バージョンの鳴に加えてくるみ子も描かれているものが用いられている。なお、第8巻までは小説の同一巻と同じキャラクターが表紙イラストとなっていたが、第9巻からは異なっている。これについて原作者の竹井は「小説は第1部が完結し第2部に入ったので2周目の当番となっているが、コミックは第1部が継続中なので別のキャラクターが表紙に登場した」旨触れている。
| タイトル | タイトル                                                 | 発売日         | ISBN              |
| -------- | -------------------------------------------------------- | -------------- | ----------------- |
| 1        | 彼女がフラグをおられたら1                                | 2012年3月2日   | 978-4-06-380208-5 |
| 2        | 彼女がフラグをおられたら2                                | 2012年8月2日   | 978-4-06-380231-3 |
| 3        | 彼女がフラグをおられたら3                                | 2012年11月30日 | 978-4-06-380248-1 |
| 4        | 彼女がフラグをおられたら4                                | 2013年4月2日   | 978-4-06-380264-1 |
| 5        | 彼女がフラグをおられたら5                                | 2013年8月2日   | 978-4-06-380278-8 |
| 6        | 彼女がフラグをおられたら6                                | 2013年11月29日 | 978-4-06-380294-8 |
| 7        | 彼女がフラグをおられたら7                                | 2014年4月2日   | 978-4-06-376973-9 |
| 7        | ドラマCD「魔法ヶ沢ヒュッテ連続殺人事件です！」付き限定版 | 2014年4月2日   | 978-4-06-358493-6 |
| 8        | 彼女がフラグをおられたら8                                | 2014年7月2日   | 978-4-06-377025-4 |
| 9        | 彼女がフラグをおられたら9                                | 2014年12月2日  | 978-4-06-377093-3 |
| 10       | 彼女がフラグをおられたら10                               | 2015年4月2日   | 978-4-06-377168-8 |
| 11       | 新しい彼女がフラグをおられたら1                          | 2015年7月31日  | 978-4-06-377321-7 |
| 12       | 新しい彼女がフラグをおられたら2                          | 2015年12月28日 | 978-4-06-376593-9 |
| 13       | 新しい彼女がフラグをおられたら3                          | 2016年4月28日  | 978-4-06-377458-0 |
| 14       | 新しい彼女がフラグをおられたら4                          | 2016年9月2日   | 978-4-06-393062-7 |

彼女がフラグをおられたら おお勇者よ、フラグを立ててしまうとは何事だ!?
講談社ライバルKCより刊行。全1巻。
| タイトル | タイトル                                                              | 発売日        | ISBN              |
| -------- | --------------------------------------------------------------------- | ------------- | ----------------- |
| 1        | 彼女がフラグをおられたら おお勇者よ、フラグを立ててしまうとは何事だ!? | 2014年5月30日 | 978-4-06-376475-8 |

彼女がフラグをおられたら 〜ルートラブ〜
講談社シリウスKCより刊行。全2巻。
| タイトル | タイトル                                  | 発売日       | ISBN              |
| -------- | ----------------------------------------- | ------------ | ----------------- |
| 1        | 彼女がフラグをおられたら 〜ルートラブ〜 1 | 2014年4月2日 | 978-4-06-376974-6 |
| 2        | 彼女がフラグをおられたら 〜ルートラブ〜 2 | 2014年7月2日 | 978-4-06-377026-1 |

## テレビアニメ
| 原作                            | 竹井10日 （講談社ラノベ文庫刊）                                              |
| 原作イラスト                    | CUTEG                                                                        |
| 監督                            | 渡辺歩                                                                       |
| 副監督                          | 上田繁                                                                       |
| シリーズ構成                    | あおしまたかし                                                               |
| 脚本                            | あおしまたかし（第1話 - 第13話） 竹井10日（第14話）                          |
| キャラクターデザイン 総作画監督 | 金子志津枝                                                                   |
| メカデザイン・作画監督          | 大河広行（第1話・第2話）                                                     |
| 色彩設計                        | 斉藤麻記                                                                     |
| 美術監督                        | 榊枝利行（第1話・第2話） 福本剛（第3話 - 第14話） 川元由香（第4話 - 第14話） |
| 撮影監督                        | 関谷能弘、戸澤雄一郎                                                         |
| 編集                            | 廣瀬清志                                                                     |
| 音響監督                        | 明田川仁                                                                     |
| 音楽                            | 橋本由香利、川田瑠夏                                                         |
| 音楽プロデューサー              | 佐藤正和                                                                     |
| プロデューサー                  | 吉田博、有本充利、福田順（TV） 角谷謙二（OVA）                               |
| アニメーション制作              | フッズエンタテインメント                                                     |
| 製作                            | がをられ製作委員会（TV） 講談社（OVA）                                       |

2012年11月にアニメ化が発表され、日本国内においては、2014年4月より6月（一部地域では7月）までTOKYO MX、テレビ愛知、サンテレビ、BS11、AT-Xにて放送された。日本国外においても、主にネット配信により同時並行で放送された。
アニメ化に関し、小説著者の竹井はアニメ化発表時（2012年11月）のインタビュー記事において「現時点ではアニメ化決定以上にお話できることがほとんどない」としつつも「アニメでフラグが立つ際の描写については楽しみ」「アニメ化がゴールと思わずに作品としてしっかり書いていきたい」との趣旨でコメントしている。その後に発売された原作小説各巻あとがきにおいても、アニメ作品に関しての感想やキャスティングされた声優に対してのコメントなどを述べている。
アニメのストーリー構成は、原作小説第1部となる第1巻から第6巻および第9巻をベースとしている。ただし、第9巻まででは明らかにされなかった「颯太の姉は菜波である」という設定については、それが明らかにされた小説第10巻の刊行に先行する形でアニメ第12話にて公開されている。また、放送では割愛された小説第7巻掲載のクエスト寮クリスマス会エピソードが、第14話OVAとして小説第11巻限定版の形で発売されている。

### 製作
監督は渡辺歩、シリーズ構成はあおしまたかし、キャラクターデザインは金子志津枝、アニメーション制作はフッズエンタテインメントがそれぞれ担当する。
本作監督の渡辺は、自身へのインタビュー記事において「『謎の彼女X』の監督を担当した縁で本作でも監督を務めたが、依頼された時点では企画の中身を知らなかった。原作を読み、自分も同じような気持ちになって物語の中に入っていけるのではという可能性を感じ、また未知なるジャンルへの挑戦の意味も込めて引き受けた」との趣旨で本作への係わりについて語っている。
渡辺はまた、キャラクターデザインの金子や副監督の上田繁に本作への参加を依頼した経緯について「それぞれの上品さや良い部分が出せたら」という狙いがあった旨を述べている。シリーズ構成のあおしまについては「原作にある女の子の可愛らしい部分、学園ハーレムものの要素は押さえつつも、一方でドラマの部分もしっかり描きたい。さらにはハーレムものにありがちなエロティック描写には頼らない、という欲張りなリクエストを1クールでまとめるため」と、あおしまが全話の脚本を担当することとなった背景を語っている。絵コンテの誌村宏明に関しては、原作小説でも語られていない「菊乃がおたまキャラとなった背景」についてのエピソードを語っている。

### 主題歌
オープニングテーマ「クピドゥレビュー」（第2話 - 第12話、第14話）
作詞 - 藤林聖子 / 作曲・編曲 - zakbee / 歌 - 悠木碧
エンディングテーマ「彼女がフラグを立てる理由（わけ）」（全話）
作詞 - 畑亜貴 / 作曲 - 森浩太 / 編曲 - 古川貴浩 / 歌 - YELL［菜波・K・ブレードフィールド（木戸衣吹）、魔法ヶ沢茜（茅野愛衣）、召喚寺菊乃（阿澄佳奈）、盗賊山恵（花澤香菜）、英雄崎凜（日笠陽子）、忍者林瑠璃（諏訪彩花）］
挿入歌
「1st Love（はつ恋）宣言」（第1話・第3話・第11話）
作詞 - 藤林聖子 / 作曲 - 黒川陽介 / 編曲 - 成瀬裕介 / 歌 - 吟遊院芹香（悠木碧）
「春風フラグメンツ」（第6話）
作詞 - RUCCA / 作曲 - 山田智和 / 編曲 - 高橋浩一郎 / 歌 - 菜波・K・ブレードフィールド（木戸衣吹） & 魔法ヶ沢茜（茅野愛衣）

### 各話リスト
| 話数       | サブタイトル                                                          | 絵コンテ     | 演出            | 作画監督                              |
| ---------- | --------------------------------------------------------------------- | ------------ | --------------- | ------------------------------------- |
| 1          | 俺、この転校が終わったら、 あの娘と結婚するんだ                       | 渡辺歩       | 上田繁          | 滝本祥子、藪本和彦                    |
| 2          | この寮に姉たちがいる。 だが、今はまだ言えない。明日まで待ってくれ     | 誌村宏明     | 重原克也        | をがわいちろを                        |
| 3          | 任せておけ、 この体育祭は99.9%の確率で俺たちの勝ちだ                  | 藤森カズマ   | 斉藤啓也        | 片岡育、三島千枝                      |
| 4          | あともう少しでゴールだ。 これで無事体育祭も終わるぞ                   | 島崎奈々子   | 島崎奈々子      | 清水奈津子                            |
| 5          | 信じて待っていてくれ。 みんなとのデートに遅刻なんてするものか         | 上田繁       | 上田繁          | 佐々木美和                            |
| 6          | ふう……あまり驚かせるなよ、 ただの妹じゃないか                         | 川畑えるきん | 飯田薫久        | 小林利充                              |
| 7          | とんでもないことを知ってしまった。 消される前に俺は身を隠す           | 斎藤久       | 上田繁 重原克也 | 末田晃大、森川侑紀 水竹修治           |
| 8          | 後から必ず追いつく。 俺が約束を破ったことがあったか?                  | 佐藤光       | 佐藤光          | 滝本祥子、佐々木美和 小林利充         |
| 9          | またいつか、 こうしてみんな一緒にお祭りに行けるといいな               | 藤森カズマ   | 斉藤啓也        | 片岡育、稲田俊子                      |
| 10         | こいつを預かっておいてくれ。 ミスコンの優勝者の名前が書かれているんだ | 誌村宏明     | 飯田薫久        | 西見昌一郎、徳倉栄一                  |
| 11         | みんなで踊るまでもない、 ここは俺一人が踊れば十分だ                   | 藤森カズマ   | 上田繁          | 秋山宏、桜井木の実 手島勇人、中野彰子 |
| 12         | ひどい世界だな、ちょっと裏の様子を見てくるよ                          | 上田繁       | 上田繁          | 藪本和彦、小林利充 板垣彰子           |
| 13         | 彼がフラグをおられたら                                                | 上田繁       | 上田繁          | 滝本祥子、佐々木美和 水竹修治         |
| 14 （OVA） | クリスマス? そんな物が僕に通用すると思うのか?                         | 上田繁       | 上田繁 飯田薫久 | 小林利充、岩田景子 末田晃大           |

### 放送局
日本国内
| 放送地域 | 放送局     | 放送期間               | 放送日時                     | 放送系列       | 備考             |
| -------- | ---------- | ---------------------- | ---------------------------- | -------------- | ---------------- |
| 東京都   | TOKYO MX   | 2014年4月7日 - 6月30日 | 月曜 0:30 - 1:00（日曜深夜） | 独立局         |                  |
| 兵庫県   | サンテレビ | 2014年4月7日 - 6月30日 | 月曜 1:00 - 1:30（日曜深夜） | 独立局         |                  |
| 愛知県   | テレビ愛知 | 2014年4月10日 - 7月3日 | 木曜 2:05 - 2:35（水曜深夜） | テレビ東京系列 |                  |
| 日本全域 | BS11       | 2014年4月10日 - 7月3日 | 木曜 3:00 - 3:30（水曜深夜） | BS放送         | 『ANIME+』枠     |
| 日本全域 | AT-X       | 2014年4月10日 - 7月3日 | 木曜 21:00 - 21:30           | CS放送         | リピート放送あり |
| 放送地域 | 放送局             | 放送期間               | 放送日時           | 放送系列   | 備考                             |
| -------- | ------------------ | ---------------------- | ------------------ | ---------- | -------------------------------- |
| 日本全域 | バンダイチャンネル | 2014年4月10日 - 7月3日 | 木曜 12:00 更新    | ネット配信 | 見放題サービス利用者は全話見放題 |
| 日本全域 | dアニメストア[33]  | 2014年4月10日 - 7月3日 | 木曜 12:00 更新    | ネット配信 | 見放題サービス利用者は全話見放題 |
| 日本全域 | 楽天ショウタイム   | 2014年4月10日 - 7月3日 | 木曜 12:00 更新    | ネット配信 | 見放題サービス利用者は全話見放題 |
| 日本全域 | ニコニコチャンネル | 2014年4月10日 - 7月3日 | 木曜 12:00 更新    | ネット配信 |                                  |
| 日本全域 | ニコニコ生放送     | 2014年4月10日 - 7月3日 | 木曜 22:00 - 22:30 | ネット配信 |                                  |
日本国外
| 放送地域       | 放送局        | 放送期間        | 放送日時                   | 放送系列       | 備考                 |
| -------------- | ------------- | --------------- | -------------------------- | -------------- | -------------------- |
| 北米           | Crunchyroll   | 2014年4月10日 - | 木曜 4:00 更新（水曜深夜） | ネット配信     | 英語字幕あり         |
| 中南米         | Crunchyroll   | 2014年4月10日 - | 木曜 4:00 更新（水曜深夜） | ネット配信     | 英語字幕あり         |
| スペイン語圏   | Crunchyroll   | 2014年4月10日 - | 木曜 4:00 更新（水曜深夜） | ネット配信     | スペイン語字幕あり   |
| ポルトガル語圏 | Crunchyroll   | 2014年4月10日 - | 木曜 4:00 更新（水曜深夜） | ネット配信     | ポルトガル語字幕あり |
| 中国           | PPTV          | 2014年4月 -     |                            | ネット配信     | 中国語字幕あり       |
| フランス       | J-One Channel | 2014年4月 -     |                            | ケーブルテレビ | フランス語字幕あり   |

### 関連商品
BD / DVD
日本国外においてはNIS Americaが権利を取得している。
| 巻 | 発売日         | 収録話          | 規格品番 | 規格品番 |
| 巻 | 発売日         | 収録話          | BD       | DVD      |
| -- | -------------- | --------------- | -------- | -------- |
| 1  | 2014年6月18日  | 第1話 - 第2話   | VTZF-51  | VTZF-57  |
| 2  | 2014年7月23日  | 第3話 - 第4話   | VTZF-52  | VTZF-58  |
| 3  | 2014年8月20日  | 第5話 - 第6話   | VTZF-53  | VTZF-59  |
| 4  | 2014年9月17日  | 第7話 - 第8話   | VTZF-54  | VTZF-60  |
| 5  | 2014年10月22日 | 第9話 - 第10話  | VTZF-55  | VTZF-61  |
| 6  | 2014年11月19日 | 第11話 - 第13話 | VTZF-56  | VTZF-62  |
CD
| 発売日        | タイトル                 | 規格品番                               |
| ------------- | ------------------------ | -------------------------------------- |
| 2014年4月30日 | クピドゥレビュー         | VTZL-79（初回盤） VTCL-35179（通常盤） |
| 2014年4月30日 | 彼女がフラグを立てる理由 | VTCL-35181                             |
書籍
- 『彼女がフラグをおられたら COMPLETE BOOK』（学研パブリッシング）、2014年10月9日発行、ISBN 978-4-05-406148-4

### インターネットラジオ
『彼女がフラグをおられたらじお』のタイトルで、2014年4月4日から7月18日まで隔週金曜日に音泉より配信されていた。パーソナリティは、木戸衣吹（菜波・K・ブレードフィールド役）と丹下桜（大名侍鳴役）。全15回。なお、第1回の放送時にはスタジオを原作の竹井10日が見学していた。
2014年6月25日には、配信された内容を収録したCDもリリースされている。
コーナー
ここは、私たちがしゃべるから、みんなはふつおたを送ってくれ
ふつおたのコーナー。パーソナリティへのメッセージやアニメの感想などを送るコーナー。
このメールを送ったら、フラグが立っているか、教えてもらうんだ
リスナーから「フラグが立った」と思った出来事を送ってきてもらい、実際にフラグが立ったのかをフラグが見える大名侍鳴こと丹下桜が判定する。
クエスト寮くえすと！
クエスト寮にあったらうれしいものや便利なもの、逆に不便なものなどを送るコーナー。入寮希望者も募集している。
ツンデレ公国
パーソナリティが演ずる菜波と鳴の共通点は「ツンデレ」ということで、菜波と鳴のような世の中にあるツンデレなものを募集する。
詳しいインフォメーションは、この後お知らせする
毎回アニメや原作本などの情報を紹介していくコーナー。
ゲスト
- 第9回（5月30日）阿澄佳奈
- 第13回（6月27日）茅野愛衣
- 第14回（7月4日）久野美咲

関連商品
| ラジオCD「彼女がフラグをおられたらじお」 | ラジオCD「彼女がフラグをおられたらじお」 | ラジオCD「彼女がフラグをおられたらじお」 | ラジオCD「彼女がフラグをおられたらじお」 | ラジオCD「彼女がフラグをおられたらじお」 |
| Vol.                                     | 発売日                                   | 新規撮り下ろし特別版ゲスト               | 過去配信回                               | 規格品番                                 |
| ---------------------------------------- | ---------------------------------------- | ---------------------------------------- | ---------------------------------------- | ---------------------------------------- |
| 1                                        | 2014年6月25日                            | 諏訪彩花（忍者林瑠璃 役）                | 第1回 - 第7回                            | TBZR-0241/2                              |
| 2                                        | 2014年9月24日                            | 悠木碧（吟遊院芹香 役）                  | 第8回 - 第15回                           | TBZR-0272/3                              |

## アプリ
『嫁コレ』（スマートフォン用）
講談社ラノベ文庫のメディアミックス展開の一環としてBIGLOBEと連携したことによるものであり、講談社ラノベ文庫作品のキャラクターをBIGLOBEのスマートフォン用アプリ「嫁コレ」のコンテンツとして登場させていくものである。第1弾として菜波のカードおよびボイスが講談社ラノベ文庫創刊の2011年12月2日にリリースされた 。通常「嫁コレ」のキャラクターカードは課金アイテムだが、本提携による講談社ラノベ文庫作品キャラクターについては無料で入手できる。その後、本提携第2弾として茜のカードおよびボイスがリリースされている。
登場キャラクター（リリース日）
菜波・K・ブレードフィールド（2011年12月2日）
声 - 松嵜麗
魔法ヶ沢茜（2012年1月31日）
声 - 山本彩乃